# Dale Van Every
Dale Byron Van Every (* 23. Juli 1896 in Egleston, Michigan; † 28. Mai 1976 in Santa Barbara, Kalifornien) war ein US-amerikanischer Schriftsteller und Drehbuchautor.

## Leben
Dale Van Every beschäftigte sich als Schriftsteller mit historischen Begebenheiten. So schrieb er den Roman A Company of Heroes vor dem Hintergrund des Amerikanischen Unabhängigkeitskrieges. Zu seinen weiteren Werken zählen der Roman The Captive Witch und die Biografie Charles Lindbergh – His Life.
In den 1920er-Jahren begann Van Every damit, Drehbücher bzw. Drehbuchvorlagen für das neue Medium Film zu verfassen. Auch als Produzent versuchte er sich. Als Drehbuchautor erfolgreicher (für Manuel 1938 zusammen mit John Lee Mahin und Marc Connelly für den Oscar für das beste adaptierte Drehbuch nominiert) war er für die Drehbücher von über 30 Filmen verantwortlich. Als Produzent war er sechs Mal tätig.
1951 zog sich Dale Van Every aus dem Filmgeschäft zurück. Am 28. Mai 1976 verstarb er in Santa Barbara.

## Filmografie (Auswahl)
- 1928: Zwischen Frisco und der Mandschurei (Telling the World) – Regie: Sam Wood
- 1929: The Duke Steps Out – Regie: James Cruze
- 1931: Trader Horn – Regie: W. S. Van Dyke Adaption
- 1931: Das Ende von Maradu (East of Borneo) – Regie: George Melford
- 1931: Der Mannsteufel (A House Divided) – Regie: William Wyler
- 1932: Air Mail – Regie: John Ford
- 1932: Mord in der Rue Morgue (Murders in the Rue Morgue) – Regie: Robert Florey
- 1935: Nach Büroschluss (After Office Hours) – Regie: Robert Z. Leonard
- 1935: Sein letztes Kommando (Annapolis Farewell) – Regie: Alexander Hall
- 1935: Männer ohne Namen (Men Without Names) – Regie: Ralph Murphy
- 1937: Schiffbruch der Seelen (Souls at Sea)
- 1937: Manuel (Captains Courageous) – Regie: Victor Fleming, nach Rudyard Kipling: Captains Courageous (1896)
- 1938: Piraten in Alaska (Spawn of the North) – Regie: Henry Hathaway
- 1940: Dr. Zyklop (Dr. Cyclops) – Regie: Ernest B. Schoedsack Produktion
- 1942: Zeuge der Anklage (The Talk of the Town) – Regie: George Stevens